# Bandeira da República Socialista Soviética da Letônia

Bandeira da República Socialista Soviética da Letônia

Antiga bandeira da República Socialista Soviética da Letônia, usada entre 1919 e 1920.

A Bandeira da República Socialista Soviética da Letônia foi adotada pela RSS da Letônia, em 17 de janeiro de 1953. Atualmente, esta bandeira não está em uso. 
Antes desta, em 25 de agosto de 1940, a bandeira era vermelha com uma foice e martelo dourados no canto do alto, à esquerda, com os caracteres em latim LPSR (Latvijas Padomju Sociālistiskā Republika) sobre uma fonte dourada serifa. A bandeira foi oficialmente restituída em 1990, quando a bandeira nacional da Letônia foi reintroduzida e seu uso para eventos públicos foi banido.